# Run BTS!
Run BTS (coreano: 달려라  방탄; RR: Dallyeora Bangtan) é um programa de variedades gratuito do grupo sul-coreano BTS. Começou a ser exibido em 2015 no aplicativo V Live e atualmente é transmitido pelo aplicativo Weverse. Em cada episódio os membros do grupo recebem missões que devem ser completadas e no final da competição recebem prêmios ou punições caso não conseguirem.
A primeira temporada de Run BTS estreou em 1º de agosto de 2015.  A maioria dos episódios foi exibido às terça-feiras, exceto quando um episódio de BTS Gayo foi lançado em seu lugar. A série entrou em um hiato de um ano após o episódio exibido em 5 de janeiro de 2016. A segunda temporada estreou em 31 de janeiro de 2017. A terceira temporada estreou em 1º de janeiro de 2019.
Em 2020, a transmissão da programa foi pausada duas vezes: primeiro para a exibição da série documental Break the Silence do grupo em maio e depois para seu reality-show BTS In the Soop, que durou de agosto até outubro. Em 2021, a série entrou em um breve hiato no início de maio a meados de junho para acomodar promoções para o lançamento da nova música da banda.
Agora, em 2022, o programa de variedades do grupo irá voltar a ser transmitido novamente no dia 16 de agosto de 2022. Apesar de anunciarem um afastamento, eles ainda criam mais conteúdos do que antes. 

## Formato
Cada episódio de Run BTS apresenta cada um dos sete membros participando de atividades de acordo com o tema do episódio, geralmente na forma de jogos, missões ou desafios. No final, cada membro vencedor ou perdedor recebe prêmios ou punições respectivamente. Os membros realizam tarefas em grupo, individualmente ou em uma base solo, se necessário. Alguns episódios especiais apresentam atividades não-competitivas, como um desfile de moda, encenações ou produção de um drama. A maioria dos episódios é liderada por um mestre de cerimônias, com um dos membros ocupando o cargo de apresentador e a equipe de produção fornecendo as missões. Jin e Suga normalmente são escolhidos como mestre de cerimônia, apesar de que outros membros terem assumido essa posição outras vezes. Para episódios com missões que requerem a participação completa do grupo, todos os membros atuam como apresentadores.
Os tempos de duração dos episódio se estenderam de oito a quinze minutos. A partir da segunda temporada, eles foram aumentados para vinte ou quarenta  minutos. Em 2020, eles foram ainda expandidos novamente para um tempo de trinta a quarenta minutos aproximadamente. Clipes curtos exclusivos dos bastidores são exibidos após cada episódio ir ao ar. Os clipes estão disponíveis para assinantes do Weverse.

## Promoções
O BTS fez o upload de dois vídeos em 29 de fevereiro de 2015 anunciando seu novo show de variedades no V Live. O primeiro vídeo recebeu 242.000 visualizações em três dias e o segundo recebeu 100.000 visualizações e 87.000 curtidas.

## Exibição na TV
Em 10 de Julho de 2018 foi anunciado que o canal de TV, Mnet, exibiria os oito episódios mais populares da série em seu canal de TV toda quarta-feira durante oito semanas. Começou a ser exibido no dia 11 de Julho e terminou em 29 de Agosto de 2018.

## Episódios
Se as informações fornecidas não estiverem no link, o episódio pode ser assistido em seu canal oficial. No dia 26 de janeiro de 2021, foi disponibilizado o 126° episódio na plataforma

### Episódios 1-20
| Episódio # | Data de Transmissão     | MC   | Equipes                                  | Equipes                                 | Sinopse | Resultados                                                                 |
| ---------- | ----------------------- | ---- | ---------------------------------------- | --------------------------------------- | --- | -------------------------------------------------------------------------- |
| 1          | 1 de Agosto de 2015     | —    | —                                        | —                                       | Os membros se apresentam e falam sobre suas esperanças para o novo show de variedades deles.                                                                                   | —                                                                          |
| 2          | 2 de Agosto de 2015     | —    | —                                        | —                                       | Os membros participam de uma "Competição dos Melhores Garotos", onde eles passam por uma série de testes para ver quem consegue marcar mais pontos.                            | Jungkook Wins                                                              |
| 3          | 18 de Agosto de 2015    | —    | —                                        | —                                       | BTS vai para um parque de diversões e tem que completar desafios durante as corridas.                                                                                          | BTS Vence                                                                  |
| 4          | 15 de Setembro de 2015  | —    | —                                        | —                                       | Os garotos jogam vários jogos dentro de uma piscina. | Jimin Vence Jin tem que beber um copo de "suco" de alho.                   |
| 5          | 29 de Setembro de 2015  | —    | —                                        | —                                       | Os membros participam de um dia de esportes. | BTS Vence O Cameramen recebe uma bebida como punição.                      |
| 6 (Pt 1)   | 3 de Outubro de 2015    | Suga | —                                        | —                                       | Em uma esquete os membros do BTS confessam seus pecados para o "pastor" Suga.                                                                                                  | —                                                                          |
| 6 (Pt 2)   | 20 de Outubro de 2015   | Suga | —                                        | —                                       | Em uma esquete os membros do BTS confessam seus pecados para o "pastor" Suga.                                                                                                  | —                                                                          |
| 7          | 16 de Novembro de 2015  | —    | Red Team (RM, Jin, V, & Jungkook)        | Black Team (Suga, J-Hope, & Jimin)      | (Parte 1) Enquanto estão na província de Gangwon-do, os garotos jogam paintball.                                                                                               | Red Team Vence                                                             |
| 8          | 15 de Dezembro de 2015  | —    | —                                        | —                                       | (Parte 2) Enquanto estão na província de Gangwon-do, os garotos procuram por bandeiras nas montanhas.                                                                          | RM, Jin, Jimin, V, & Jungkook Vencem Suga & J-Hope não ganham comida.      |
| 9          | 22 de Dezembro de 2015  | —    | RM, Jin, V, & Jungkook                   | To-Be-Tall Team (Suga, J-Hope, & Jimin) | (Parte 3) Enquanto estão na província de Gangwon-do, os garotos visitam a maior torre de bungee jump da Coreia e se revezam pulando.                                           | Todos os membros vencem                                                    |
| 10         | 5 de Janeiro de 2016    | —    | —                                        | —                                       | (Parte 4) Enquanto estão na província de Gangwon-do, os garotos comem e descobrem quem foi o espião durante o dia.                                                             | Jungkook Vence                                                             |
| 11         | 31 de Janeiro de 2017   | —    | —                                        | —                                       | Os membros recebem uma esquete para atuarem no ambiente escolar. Suga recebe o papel de estudante do sexo feminino e os outros membros devem conseguir encantá-lo para ganhar. | Sem vencedor                                                               |
| 12         | 28 de Fevereiro de 2017 | —    | Policiais (RM, Suga, V, & Jungkook)      | Prisioneiros (Jin, J-Hope, & Jimin)     | Os membros recebem um esquete onde devem atuar como policiais interrogando prisioneiros por crimes que não fazem sentido.                                                      | —                                                                          |
| 13         | 7 de Março de 2017      | Suga | Older Team (RM, Jin, &, J-Hope)          | Younger Team (Jimin, V, & Jungkook)     | (Parte 1) Enquanto estão no One Mount Water Park, os membros devem descobrir qual deles está secretamente sabotando-os.                                                        | —                                                                          |
| 14         | 14 de Março de 2017     | Suga | Older Team (RM, Jin, &, J-Hope)          | Younger Team (Jimin, V, & Jungkook)     | (Parte 2) Enquanto estão no One Mount Water Park, os membros devem descobrir qual deles está secretamente sabotando-os.                                                        | —                                                                          |
| 15         | 21 de Março de 2017     | Suga | Older Team (RM, Jin, &, J-Hope)          | Younger Team (Jimin, V, & Jungkook)     | (Parte 3) Enquanto estão no One Mount Water Park, os membros devem descobrir qual deles está secretamente sabotando-os.                                                        | Jin Vence Outros membros só conseguirão comida se fizerem o que Jin mandar |
| 16         | 28 de Março de 2017     | —    | —                                        | —                                       | Os membros participam de uma Olimpíada de Inverno do BTS. | J-Hope Vence                                                               |
| 17         | 11 de Abril de 2017     | —    | —                                        | —                                       | (Parte 1) Os membros vão para um fliperama. | —                                                                          |
| 18         | 18 de Abril de 2017     | —    | —                                        | —                                       | (Parte 2) Os membros vão para um fliperama. | RM Vence Como punição Jimin tem que estourar um balão em seu ouvido.       |
| 19         | 2 de Maio de 2017       | —    | Jungkook                                 | RM, Jin, Suga, J-Hope, Jimin, & V       | Os garotos vão jogar boliche. | Jungkook Vence Os outros membros têm que se curvar a ele.                  |
| 20         | 23 de Maio de 2017      | Jin  | Jungkook's Team (RM, J-Hope, & Jungkook) | Suga's Team (Suga, Jimin, & V)          | Os garotos devem criar uma refeição completa dentro de uma hora. | Equipe do Suga Vence A equipe do Jungkook teve que limpar tudo.            |

### Episódios 21-40
| Episódio # | Data de Transmissão     | MC     | Equipes                                  | Equipes                                  | Equipes                          | Sinopse | Resultados |
| ---------- | ----------------------- | ------ | ---------------------------------------- | ---------------------------------------- | -------------------------------- | --- | --- |
| 21         | 30 de Maio de 2017      | —      | RM's Team (RM, Jin, V, & Jungkook)       | Suga's Team (Suga, J-Hope, & Jimin)      | —                                | BTS se divide em grupos e jogam jogos de tabuleiro. | RM's Team Vence Jimin recebe uma penalidade.                                                                               |
| 22         | 3 de Outubro de 2017    | —      | Jin & Jimin                              | Suga & V                                 | RM, J-Hope, & Jungkook           | Para um feriado coreano especial os membros usam hanbok, fazem bolinho de massa coreano, e jogam jogos tradicionais coreanos.                                | RM, J-Hope, & Jungkook Vencem Suga e V têm que comer o bolinho de massa que fizeram antes.                                 |
| 23         | 17 de Outubro de 2017   | J-Hope | —                                        | —                                        | —                                | Os membros emparelham-se com cães e competem para ver quem consegue fazer com que seus cães façam várias tarefas.                                            | J-Hope Vence |
| 24         | 24 de Outubro de 2017   | —      | Team A (RM, V, & Jungkook)               | Team B (Jin & Suga)                      | Team C (J-Hope & Jimin)          | Os garotos lutam contra um ataque de zumbis no maior parque temático da Coreia do Sul enquanto passam por uma série de obstáculos e resolvem quebra-cabeças. | Todas as equipes vencem |
| 25         | 31 de Outubro de 2017   | Suga   | Jin, Jimin, & Jungkook                   | RM, J-Hope, & V                          | —                                | Duas equipes competem em jogos de multiplayer em um PC bang.                                                                                                 | RM, J-Hope, & V Vencem Jimin tem que cantar "Blood Sweat & Tears" enquanto jogam água nele.                                |
| 26         | 7 de Novembro de 2017   | —      | Team Kim Seok-jin (Jin, J-Hope, & Jimin) | Team A (Suga & V)                        | Team BTS (RM & Jungkook)         | Os garotos são divididos em grupos e jogam um jogo de espionagem.                                                                                            | Team Kim Seok-jin Vence |
| 27         | 14 de Novembro de 2017  | —      | J-Hope & Jimin                           | Suga & V                                 | RM, Jin, & Jungkook              | (Parte 1) Os garotos se dividem em equipes para ganhar jogos que lhes dariam comida para fazer um churrasco.                                                 | — |
| 28         | 21 de Novembro de 2017  | —      | J-Hope & Jimin                           | Suga & V                                 | RM, Jin, & Jungkook              | (Parte 2) Os garotos se dividem em equipes e cantam em um karaokê, e usam a comida que ganharam para fazer um churrasco.                                     | Todas as equipes vencem |
| 29         | 28 de Novembro de 2017  | Suga   | —                                        | —                                        | —                                | Os membros realizam um desfile de moda, com eles mesmos escolhendo roupas de seus armários pessoais para os outrs desfilarem.                                | — |
| 30         | 5 de Dezembro de 2017   | Suga   | Team Glasses (RM, J-Hope, & V)           | Team Kim Seok-jin (Jin, J-Hope, & Jimin) | —                                | (Parte 1) Os garotos jogam jogos de variedades populares na Coréia.                                                                                          | — |
| 31         | December 12, 2017       | Suga   | Team Glasses (RM, J-Hope, & V)           | Team Kim Seok-jin (Jin, J-Hope, & Jimin) | —                                | (Parte 2) Os garotos jogam jogos de variedades populares na Coréia.                                                                                          | Team Glasses Vence Team Kim Seok-jin tem que usar roupas de moda retrô no aeroporto.                                       |
| 32         | 23 de Dezembro de 2017  | —      | —                                        | —                                        | —                                | BTS faz um especial de Natal enquanto competem em várias missões.                                                                                            | J-Hope Vence |
| 33         | 28 de Dezembro de 2017  | —      | —                                        | —                                        | —                                | (Parte 1) Cada um dos membros recebe uma missão que eles tiveram que completar em segredo enquanto faziam outras missões.                                    | — |
| 34         | 2 de Janeiro de 2018    | —      | —                                        | —                                        | —                                | (Parte 2) Cada um dos membros recebe uma missão que eles tiveram que completar em segredo enquanto faziam outras missões.                                    | Jimin Vence Suga tem que usar o traje de um personagem do BT21 no próximo episódio e Jin tem que usar hanbok no aeroporto. |
| 35         | 9 de Janeiro de 2018    | —      | RM, Jin, & V                             | Suga & Jimin                             | J-Hope & Jungkook                | O BTS se divide em equipes e competem para fazer o melhor kimchi usando receitas de diferentes partes da Coreia.                                             | J-Hope & Jungkook Vencem                                                                                                   |
| 36         | 16 de Janeiro de 2018   | —      | Dance Line (J-Hope, Jimin, & Jungkook)   | Vocal Line (RM, Jin, Suga, & V)          | —                                | BTS deve usar o kimchi que eles fizeram para criar um novo prato.                                                                                            | Vocal Line Vence Jimin come uma cebola crua.                                                                               |
| 37         | 23 de Janeiro de 2018   | —      | —                                        | —                                        | —                                | Os membros do BTS jogam o jogo de tabuleiro Monopoly. | Jin Vence RM tem que escalar a montanha Achasan.                                                                           |
| 38         | 30 de Janeiro de 2018   | —      | Golden Youngest (Jin & Jimin)            | Cherry RM (J-Hope & Jungkook)            | Happy Evangelist (RM, Suga, & V) | Os garotos jogam um jogo de cabo de guerra onde eles têm que colocar dois outros membros em ordem para completar o jogo.                                     | Golden Youngest Vence V tem que fazer uma punição decidida pela equipe, Suga tem que usar um traje do BT21.                |
| 39         | 6 de Fevereiro de 2018  | Jin    | RM, V, & Jungkook                        | Suga, J-Hope, & Jimin                    | —                                | (Parte 1: Golden Bell) BTS joga vários jogos. | — |
| 40         | 13 de Fevereiro de 2018 | —      | Jin, Suga, & V                           | RM, J-Hope, Jimin, & Jungkook            | —                                | BTS joga uma série de jogos do Ano Novo Coreano. | RM, J-Hope, Jimin, & Jungkook Vencem Jin, Suga, & V não conseguem comer                                                    |

### Episódios 41-57
| Episódio # | Data de Transmissão     | MC   | Equipes                     | Equipes                                      | Equipes                   | Sinopse | Resultados                                                                 |
| ---------- | ----------------------- | ---- | --------------------------- | -------------------------------------------- | ------------------------- | --- | -------------------------------------------------------------------------- |
| 41         | 20 de Fevereiro de 2018 | Jin  | RM, V, & Jungkook           | Suga , J-Hope, & Jimin)                      | —                         | (Parte 2: Golden Bell) Os garotos jogam vários jogos e Suga realiza sua punição de fazer um relatório de um livro.                             | RM Vence Suga tem que pular no oceano.                                     |
| 42         | 27 de Fevereiro de 2018 | —    | —                           | —                                            | —                         | Os membros competem individualmente em um monte de obstáculos.                                                                                 | Jimin Vence J-Hope fica encharcado com um chapéu de brinquedo.             |
| 43         | 6 de Março de 2018      | —    | —                           | —                                            | —                         | (Parte 1) Os garotos jogam jogos que testam seus sentidos e Suga realiza sua punição de pular no oceano do episódio 41.                        | —                                                                          |
| 44         | 13 de Março de 2018     | —    | —                           | —                                            | —                         | (Parte 2) Os garotos jogam jogos que testam seus sentidos e RM e V realizam suas punições dos episódios 37 e 38 de escalar a montanha Achasan. | RM Wins Jin tem que fazer café da manhã para RM & V começarem sua jornada. |
| 45         | 20 de Março de 2018     | —    | —                           | —                                            | —                         | BTS compete para decidir quem faz o melhor café.                                                                                               | Jin Vence                                                                  |
| 46         | 27 de Março de 2018     | —    | —                           | —                                            | —                         | BTS aprende como fazer argila. | —                                                                          |
| 47         | 3 de Abril de 2018      | —    | Inocentes (Desconhecido)    | Ladrões (Desconhecido)                       | —                         | (Parte 1) Os garotos vão até a "vila" do BTS com o objetivo de proteger a cidade dos ladrões escondidos dentro dela.                           | —                                                                          |
| 48         | 10 de Abril de 2018     | —    | Inocentes (Desconhecido)    | Ladrões (Desconhecido)                       | —                         | (Parte 2) Os garotos vão até a "vila" do BTS com o objetivo de proteger a cidade dos ladrões escondidos dentro dela.                           | Ladrões Vencem                                                             |
| 49         | 17 de Abril de 2018     | Suga | —                           | —                                            | —                         | (Parte 1) O BTS comemora seu 50º episódio revendo seus melhores momentos do programa e depois recebem "prêmios".                               | Todos os membros vencem                                                    |
| 50         | 24 de Abril de 2018     | Suga | Frogs (V & Jungkook)        | Rabbits (Jin & Jimin)                        | Dogs (RM, Suga, & J-Hope) | (Parte 2) BTS comemora seu 50º episódio e fazem uma missão em um parque de diversões.                                                          | —                                                                          |
| 51         | 1 de Junho de 2018      | —    | Frogs (V & Jungkook)        | Rabbits (Jin & Jimin)                        | Dogs (RM, Suga, & J-Hope) | (Parte 3) BTS comemora seu 50º episódio e fazem uma missão em um parque de diversões.                                                          | Dog Team Vence                                                             |
| 52         | 26 de Junho de 2018     | —    | Jin's Team (Jin, Suga, & V) | Jimin's Team (RM, J-Hope, Jimin, & Jungkook) | —                         | BTS são divididos em grupos e juntos devem sair de uma escape room.                                                                            | Jin's Team Vence                                                           |
| 53         | 3 de Julho de 2018      | —    | —                           | —                                            | —                         | (Parte 1) Os membros vão em uma viagem e compram alimentos que precisarão.                                                                     | Jungkook Vence Jin e Jimin tem que andar até o local.                      |
| 54         | 10 de Julho de 2018     | —    | RM, Suga, J-Hope, & Jimin   | Jin, V, & Jungkook                           | —                         | (Parte 2) Os membros vão em uma viagem e competem em jogos ao ar livre.                                                                        | —                                                                          |
| 55         | 17 de Julho de 2018     | —    | —                           | —                                            | —                         | (Parte 3) Os membros fazem uma viagem e jogam jogos de tabuleiro.                                                                              | —                                                                          |
| 56         | 24 de Julho de 2018     | —    | —                           | —                                            | —                         | (Parte 4) Os membros fazem uma viagem e se revezam lendo um poema que escreveram um para o outro.                                              | —                                                                          |
| 57         | ASA                     | ASA  | ASA                         | ASA                                          | ASA                       | ASA | ASA                                                                        |

## Prêmios e indicações

### Global V LIVE Awards
| Edição | Ano  | Destinatário  | Prêmio                   | Referência | Resultado |
| ------ | ---- | ------------- | ------------------------ | ---------- | --------- |
| —      | 2019 | Run BTS! 2018 | Best V Original Vencedor | [ 31 ]     | Vencedor  |